# Sehnsucht
Sehnsucht (Чежња) је други албум немачког индустриал метал бенда Rammstein.

## Списак песама
-{
- "Sehnsucht" ("Чежња") – 4:06
- "Engel" ("Анђео") – 4:26
- "Tier" ("Звер") – 3:49
- "Bestrafe mich" ("Казни ме") – 3:37
- "Du hast" ("Имаш") – 3:57
- "Bück dich" ("Сагни се") – 3:24
- "Spiel mit mir" ("Играј са мном") – 4:45
- "Klavier" ("Клавир") – 4:26
- "Alter Mann" ("Старац") – 4:26
- "Eifersucht" ("Љубомора") – 3:37
- "Küss mich" ("Пољуби ме") – 3:29

## Сингл песме са овога албума
- "Engel" ("Анђео") – 4:26, 1997.
- "Du hast" ("Имаш") – 3:57, 1997.

}-

## Информације о песмама

### 1.("Чежња")
Песма говори о сексуалној чежњи и разочарењу јер та чежња није задовољена.
У рефрену каже како чежња убада као инсект, и не осећа је док спава, прст му клизи ка Мексику и тоне у Океан (што у овој песми представља женски полни орган).
"Sehnsucht ist so grausam!"- Чежња је тако свирепа.

### 2.("Анђео")
Неки људи верују да се после смрти човек претвори у анђела. Али, наравно Рамштајн представља анђеле као уплашена и несрећна бића, јер их нико не види, јер су скривени иза облака, и у песми се каже “Gott weiß ich will kein Engel sein!”- Бог зна да не желим да постанем анђео.

### 3.("Звер")
Песма је о инцесту, где отац силује ћерку, и каква је то жена која не види да јој је мушкарац “Tier”- Животиња. Ћерка (највероватније) убија оца, и пише о томе, самој себи писмо његовом крвљу.

### 4.("Казни ме")
А: Песма је о релацији Бога и човека, говорећи о томе како човек воли да буде кажњаван (вероватно због својих грехова).“Der Herrgott nimmt, der Herrgott gibt!”- Господ Бог даје, Господ Бог узима.
Б: Такође, може да се на песму гледа као на СМ верзију једног пара. Жена је у овом случају Господ који му даје кад жели, али му и узима кад жели.

### 5.("Ти имаш")
А: Једна од најмистериознијих и најкотраверзнијих песама за превод, а такође сигурно најпопуларнија песма Рамштајна. Цела једна велика двосмислица, немачка верзија каже "имати" а енглеска "мрзети".
У песми се цитира немачка заклетва на венчању. Женски вокал каже "Ja" - (да), док Тил каже "Nein" - (не). У енглеској верзији Тил каже "Never" - (никада). И даље се након низа година не зна да ли су хтели да кажу "ти ме имаш" или "ти ме мрзиш", што их вероватно јако забавља.
Б: Назив песме "Du Hast" се преводи као "Ти имаш (мене), а не "Ти ме мрзиш"! Дуго је било спекулисања око самог превода, међутим, сличност саме речи hast и hasst, довела је до оваквих заблуда.
Рамштајн је снимио и енглеску верзију ове песме са преводом "You Hate", баш због ових сличности, док су такође објавили и енглеску верзију песме "Angel" са сличним текстом оригиналне песме "Engel".

### 6.("Сагни се")
Песма говори о сексуалној доминацији, силовању, и могуће, особи која би желела да на човеку окуша содомију. Многи медији након извођења ове песме уживо, нагађали су да су они хомосексуалци, међутим, наравно да је то само једна обична лаж у мору лажи које су о њима изговорили на почецима каријере.

### 7.("Играј се са мном")
Песма говори о инцесту два брата. Млађи брат не може да заспе, па у помоћ зове старијег брата да му помогне да дође до сна... На крају песме, Тил каже да не постоји ствар као савршена породица.

### 8.("Клавир")
У овој песми се ради о мушкарцу који је толико волео да његова девојка (или жена) свира клавир, да ју је закључао у поткровље како би то радила само за њега. Једног дана су се појавили њени родитељи, и натерали га да откључа собу, где су затекли своју ћерку мртву за клавиром. Он ју је убио, и она је заувек свирала само за њега.

### 9.("Старац")
У песми се ради о човеку који гледа свој одраз у води, и сваки пут када се вода узбурка, старац се труди да је смири јер је запоседнут својим одразом у води. Човек баца камен у воду из досаде, старац је поново смирује, и док умире, покушава да га упозори да ће му сопствени одраз донети исту судбину и да ће преклињати за спас. Када се вода коначно опет смири, човек види свој одраз, и он такође постаје запоседнут. Тада схвата поенту приче старца, и дозива га да ми спасе душу.

### 10.("Љубомора")
Неки сматрају да је ово песма о канибализму, прожетом љубомором. Неки виде друго значење, а то је да ово уопште нема везе са правим канибализмом, да се Тил у емотивном набоју фигуративно изразио, и да говори о љубомори која изједа. Представља љубомору као неког канибала који ће га прождрати. Опет чувено Рамштајново дупло значење.

### 11.("Пољуби ме [Крзнена жабо]")
Ово је песма о жени која јако чезна за оралним сексом, али га ретко добија због лошег (горког) укуса. У овој песми Крзнена жаба, у ствари, представља женски полни орган.